# Funció zeta d'Arakawa–Kaneko
En matemàtiques, la funció zeta d'Arakawa-Kaneko és una generalització de la funció zeta de Riemann, que genera valors especials de la funció polilogaritme.

## Definició
La funció zeta {\displaystyle \xi _{k}(s)} es defineix per
{\displaystyle \xi _{k}(s)={\frac {1}{\Gamma (s)}}\int _{0}^{+\infty }{\frac {t^{s-1}}{e^{t}-1}}\mathrm {Li} _{k}(1-e^{-t})\,dt\ }
on Lik és el k-polilogaritme
{\displaystyle \mathrm {Li} _{k}(z)=\sum _{n=1}^{\infty }{\frac {z^{n}}{n^{k}}}\ }

## Propietats
La integral convergeix per a {\displaystyle \Re (s)>0} i {\displaystyle \xi _{k}(s)} i té continuació analítica en tot el pla complex com una funció entera.
El cas especial k = 1 dona {\displaystyle \xi _{1}(s)=s\zeta (s+1)} on {\displaystyle \zeta } és la funció zeta de Riemann.
El cas especial s = 1 també dona {\displaystyle \xi _{k}(1)=\zeta (k+1)} on {\displaystyle \zeta } és la funció zeta de Riemann.
Els valors en nombres enters estan relacionats amb valors de la funció zeta múltiple per a
{\displaystyle \xi _{k}(m)=\zeta _{m}^{*}(k,1,\ldots ,1)}
on
{\displaystyle \zeta _{n}^{*}(k_{1},\dots ,k_{n-1},k_{n})=\sum _{0<m_{1}<m_{2}<\cdots <m_{n}}{\frac {1}{m_{1}^{k_{1}}\cdots m_{n-1}^{k_{n-1}}m_{n}^{k_{n}}}}\ }